# 天童インターチェンジ
天童インターチェンジ（てんどうインターチェンジ）は、山形県天童市にある東北中央自動車道のインターチェンジである。

## 歴史
- 2002年（平成14年）9月16日：山形上山IC - 東根IC間開通に伴い、供用開始[1]。

## 周辺
- 天童市スポーツセンター野球場
- 蔵増小学校
- 天童温泉
  - 道の駅天童温泉
- 天童駅

## 接続する道路
- 直接接続
  - 山形県道23号天童大江線

## 隣
E13 東北中央自動車道
(14) 山形中央IC - (15) 山形JCT - 天童南SIC（事業中） - (16) 天童IC - 天童TB - (17) 東根IC